# Arriba-Rechner
Die Software Arriba-Rechner (Eigenschreibweise: arriba-Rechner) ist eine Medizinische Entscheidungshilfe (Decision Aids) für die ärztliche Konsultation. Einsatzgebiete sind u. a. kardiovaskuläre Prävention, Diabetes mellitus, Früherkennungsuntersuchungen und Depressive Störungen. Mit dem Arriba-Rechner können Hausärzte für Patienten unter anderem das persönliche Risiko für Herzinfarkt und Schlaganfall berechnen.
Der Name „Arriba“ setzt sich aus den Anfangsbuchstaben der Programm-Ziele zusammen: Aufgabe gemeinsam definieren, Risiko subjektiv, Risiko objektiv, Information über Präventionsmöglichkeiten, Bewertung der Präventionsmöglichkeiten und Absprache über weiteres Vorgehen.
Entwickelt wurde der Risikorechner von den Abteilungen für Allgemeinmedizin der Philipps-Universität Marburg und Universität Rostock, finanziert vom Bundesministerium für Bildung und Forschung.
In der gemeinnützigen arriba Genossenschaft (Vorsitzender Norbert Donner-Banzhoff, stv. Vorsitzender Edmund Fröhlich) haben sich Hausärzte und andere Unterstützer zusammengeschlossen, um die Idee von arriba zu unterstützen. Es geht ihnen um die evidenzbasierte Information und Einbeziehung von Patienten in präventive, diagnostische und therapeutische Entscheidungen. Die Organisation ist am Programm „Verlässliches Gesundheitswissen“ des Deutschen Netzwerks Gesundheitskompetenz beteiligt.

## Module-Übersicht
(Quelle: )
- Kardiovaskuläre Prävention – Dieses Modul berechnet das Risiko, dass in den nächsten 10 Jahren ein Herzinfarkt oder Schlaganfall auftreten wird.[7] Die Berechnung des Herzinfarktrisikos beruht dabei auf einer Kalibrierung des Framingham-Scores.[7] Diese Kalibrierung ist notwendig, da der Framingham-Score anhand von Studienteilnehmenden in den USA entwickelt wurde[8] und das tatsächliche Risiko von Studienteilnehmenden in Deutschland (PROspective CArdiovascular Münster Study, kurz PROCAM) überschätzt[9]. Die Berechnungen zu dieser Überschätzung würden laut den arriba-Entwicklern Donner-Banzhoff et al.[7] jedoch auf einem alten Framingham-Algorithmus beruhen, sodass sie für die Kalibrierung stattdessen Berechnungen anhand der British regional heart study[10] herangezogen haben.[7] Der Framingham-Score ergab für die Teilnehmenden dieser britischen Studie ein 1,47-mal höheres Risiko als tatsächlich vorlag.[10] Bei der deutschen PROCAM-Studie[9] bewege sich die Risikoüberschätzung durch den Framingham-Score laut Donner-Banzhoff et al.[7] in derselben Größenordnung. Für die deutsche und britische Bevölkerung muss der errechnete Framingham-Score also durch 1,47 geteilt werden. Da die Multiplikation mit dem Kehrwert von 1,47 zum selben Ergebnis führt, gaben Donner-Banzhoff et al. 0,68 (=1,47 −1) als Kalibrierungsfaktor an.[7] Das Schlaganfallrisiko wurde aus dem Verhältnis von Herzerkrankungen zu Erkrankungen der Gehirngefäße in den europäischen MONICA-Studien[11] abgeleitet.[7] Für den Fall, dass bereits eine manifeste arteriosklerotische Erkrankung vorliegt (periphere arterielle Verschlusskrankheit, koronare Herzkrankheit, Herzinfarkt, Schlaganfall) wird vereinfachend von einer 10-Jahres-Ereignisrate für Herzinfarkt oder Schlaganfall von 50 % ausgegangen.[7] Ein Beispiel aus dem Modul Kardiovaskuläre Prävention: Durch Einstellen des Rauchens kann ein fünfzigjähriger Diabetiker mit einem systolischen Blutdruck von 140 mmHg, Gesamtcholesterin von 140 mg/dl und HDL-Cholesterin von 35 mg/dl sein 10-Jahres-Risiko von 13,8 % auf 6 % senken.[12]
- OAK (orale Antikoagulation) bei Vorhofflimmern
- Koronare Herzkrankheit
- Duale Plättchenaggregations-Hemmung[13]
- Herzkatheter
- Depression[14]
- Protonenpumpenhemmer[15]
- Medikamente absetzen (MediQuit)
- Exercise & Pain
- PSA-Screening[16]
- Bauchaortenaneurysma Screening
- Module in Entwicklung (Stand: 29. Oktober 2022):
  - Insulinbehandlung intensiviert[17]
  - Insulinbehandlung nicht-intensiviert[18]
  - Diabetes mellitus Typ II
  - Herzinsuffizienz
  - Osteoporose
  - Darmkrebs-Screening

## Systemvoraussetzungen
Systemvoraussetzung ist die Installation der aktuellen Version der Java-Software. Angeboten werden Versionen für Windows (*.exe) und als Jar-Datei für z. B. Mac OS X.

## Weitere Informationen
Auf Basis der PROCAM-Studie (Prospective Cardiovascular Münster Study), die ähnliche Ergebnisse wie die bekannte amerikanische Framingham-Herz-Studie zeigte, wurde ein ähnlicher Risikorechner für Herzinfarkt und Schlaganfall erstellt. Ein weiterer bekannter Risikorechner ist SCORE.